# 石川春重
石川 春重（いしかわ はるしげ）は、戦国時代の武将。徳川家康の家臣。

## 生涯
松平氏（徳川氏）譜代の家臣である石川氏の出身。父の康長は蓮如に従って三河に定住した石川政康の長男で、本領だった碧海郡小川を継承していたらしい。なお徳川家康の重臣として知られる石川数正・家成は、康長弟の親康の家系である。
春重の事績はあまり伝わらないが父祖同様小川城にあり、岡崎城主に就任した家康嫡男の松平信康の傅役に平岩親吉とともに就任し、実質的な家老として岡崎城を親吉とともに差配した。天正7年（1579年）に信康が謀反の疑いを受けて誅殺されるが、これに連座したらしく切腹を命じられた。なお春重の自害については、天正3年（1575年）に大岡弥四郎とその一党が武田氏に内通した事が発覚し首謀者が処罰された事件の際に、これに連座したとする説もある。家督は前妻酒井氏との間に生まれた春久が継承し、子孫は江戸幕府旗本となった。